# انفجار أجهزة النداء واللاسلكي في لبنان
انفجارات أجهزة النداء واللاسلكي في لبنان وكذلك تشتهر الحادثة باسم تفجيرات البيجر والوكي توكي هي سلسلة تفجيرات متزامنة لأجهزة اتصال مفخّخة تابعة لحزب الله في لبنان وقعت في يومي 17 و18 سبتمبر 2024، الموجة الأولى بدأت في يوم الثلاثاء 17 سبتمبر 2024 بتفجير أجهزة من نوع منادٍ والتي تشتهر باسم البيجر، وقد أدت إلى مقتل 12 شخصاً بينهم طفلان، وإصابة ما بين 2750 و2800 شخصاً بينهم أطفال ونساء وكبار في السن، وبين الإصابات 300 حالة خطرة. هذه الأجهزة المفخّخة مسبقا كان قد استوردها حزب الله واستخدمها على نطاق واسع. تركزت التفجيرات في مناطق جنوب لبنان وفي الضاحية الجنوبية لبيروت والتي تُعتبر معقلاً رئيسياً لحزب الله. وقد وصفت قيادة حزب الله هذا الحدث بأنه "أكبر خرق أمني تعرضت له المنظمة حتى الآن".
في وقت سابق من يوم الانفجارات، أعلن جهاز الاستخبارات الداخلي الإسرائيلي، الشاباك، أنه أحبط مخططًا لحزب الله لاغتيال مسؤول أمني سابق باستخدام جهاز متفجر.

## الخلفية
بعد يوم واحد من عملية طوفان الأقصى التي شنَّتها فصائلُ المقاومة الفلسطينية وعلى رأسِها حركة حماس على إسرائيل في 7 أكتوبر 2023، دخل حزب الله في الصراع من خلال شن هجمات على أهداف إسرائيلية، وقد أدى ذلك إلى سلسلة من التبادلات العسكرية عبر الحدود بين حزب الله وإسرائيل ومنذ ذلك الحين، أدت إلى نزوح مجتمعات بأكملها في إسرائيل ولبنان، مع إلحاق أضرار كبيرة بالمباني والأراضي على طول الحدود. حتى 5 يوليو 2024، تفيد إسرائيل بأنها قتلت حوالي 366 من عناصر حزب الله، ووفقاً للأمم المتحدة، أُجبر أكثر من 110,000 شخص في لبنان على الفرار من منازلهم، بينما في إسرائيل، فقد جرى إجلاء 60,000 مدني. حافظت إسرائيل وحزب الله على هجماتهما عند مستوى يسبب ضرراً كبيراً دون التصعيد إلى حرب شاملة. من 7 أكتوبر 2023 إلى 21 يونيو 2024، هاجمت إسرائيل لبنان 6,124 مرة، وهاجم حزب الله وقوات لبنانية أخرى إسرائيل 1,258 مرة.
في وقت سابق من نفس يوم الانفجار، حدد مجلس الوزراء الإسرائيلي المصغر للشؤون الأمنية والسياسية هدفاً حربياً جديداً: العودة الآمنة للسكان إلى الشمال، ولقد اضيف هذا الهدف إلى الهدفين القائمين - تفكيك حماس وضمان إطلاق سراح الرهائن الذين خطفوا خلال هجمات 7 أكتوبر. أعلن جهاز الأمن الداخلي الإسرائيلي، الشاباك، أنه أحبط مخططاً لحزب الله لاغتيال مسؤول دفاعي كبير سابق باستخدام جهاز متفجر.

## الأحداث

### الموجة الأولى
في 17 سبتمبر 2024، حوالي الساعة 15:30 بتوقيت شرق أوروبا أُبلغ عن إصابة المئات من منتسبي حزب الله بجروح خطيرة في عدة أماكن في لبنان عندما انفجرت أجهزة الاتصالات الخاصة بهم بشكل غير متوقع، حيث كانت الأجهزة تُستخدم لأغراض الاتصال عندما حدثت الانفجارات، مما تسبب في إصابات كبيرة في صفوف الحزب. أفاد شهود عيان برؤية العديد من الأفراد ينزفون من جروحهم بعد الانفجارات، وقعت الانفجارات في عدة مواقع بما في ذلك الضاحية الجنوبية في بيروت، وهي معقل لحزب الله؛ وجنوب لبنان؛ وفي البقاع، حيث حدثت الانفجارات في بلدات علي النهري ورياق.
تشير التقارير إلى أن أجهزة النداء رُنت لعدة ثوانٍ قبل الانفجار لزيادة احتمالية إصابة المتلقي عند إجابته، مما زاد من فرصة الإصابة. استمرت الانفجارات لمدة تصل إلى 30 دقيقة بعد الانفجارات الأولية، مما زاد من الفوضى. ادعت بعض المصادر أن إسرائيل قد تسللت إلى نظام الاتصالات الخاص بحزب الله.
أفادت وكالة مهر الإيرانية للأنباء أن سفير إيران في لبنان، مجتبى أماني، أصيب في الانفجارات.

### الموجة الثانية
بعد حوالي 24 ساعة من الانفجارات الأولى، حدثت موجة ثانية من انفجارات الأجهزة في لبنان، صرح حزب الله أن أجهزة راديو محمولة مفخخة هي التي إنفجرت. أُبْلِغَ عن الأجهزة المتأثرة على أنها أجهزة اتصال لاسلكية Icom IC-V82 VHF ، والتي من المعروف أن مسلحي حزب الله يستخدمونها. توقف تصنيع طراز IC-V82 في عام 2014، وكانت Icom قد أصدرت سابقًا تحذيرًا استشاريًا بشأن أجهزة الراديو المقلدة، بما في ذلك IC-V82، وقالت في 19 سبتمبر إنها تجري تحقيقًا. قال أحد المسؤولين التنفيذيين للمبيعات في الشركة التابعة للشركة في الولايات المتحدة إن أجهزة الإرسال والاستقبال المعنية تبدو وكأنها منتجات "مقلدة".

## التحليلات
أشارت شبكة سي إن إن إلى أن العملية كانت تهدف على الأرجح إلى ضرب جنون العظمة بين أعضاء حزب الله، وتقويض جهودهم في التجنيد، وإضعاف الثقة في قيادة حزب الله وقدرتها على حماية عملياتها وموظفيها. وذكر جون ميلر، كبير محللي إنفاذ القانون والاستخبارات في شبكة سي إن إن، أن الرسالة الموجهة إلى حزب الله كانت: "يمكننا الوصول إليكم في أي مكان، وفي أي وقت، وفي اليوم واللحظة التي نختارها، ويمكننا فعل ذلك بضغطة زر".
ونقلت صحيفة الغارديان عن وزير الصحة اللبناني فراس أبيض تقييمه بأن حجم الهجوم كان أكبر من تفجيرات لبنان عام 2020، كما قارن رئيس لجنة الاستجابة للكوارث في لبنان تفجير أجهزة النداء بانفجار بيروت، من حيث التدفق المفاجئ للضحايا والضغط المفروض على نظام الاستجابة للطوارئ في لبنان. واتفق العديد من الأطباء اللبنانيين المعالجين للمصابين على أن مستوى الإصابات كان أكبر من الإصابات في انفجار الميناء وقال الخبير العسكري والإستراتيجي العميد إلياس حنا إن «استمرار عملية انفجار أجهزة اتصالات لاسلكية لليوم الثاني تواليا في لبنان يهدف إلى زيادة زرع الكثير من الفوضى المستدامة، وضرب الثقة والمعنويات، وإبقاء حالة اللا استقرار» وأضاف أنها «تحاول إضعاف حزب الله وزرع الشك في إمكانية خوضه حربا كبيرة ضدها، كما تستهدف ضرب بيئة الحزب وواقعة الميداني، وإظهار عدم قدرته على حماية لبنان مع دفعه للاهتمام بالداخل وعزله عن إسناد غزة».

## ردود الفعل

### لبنان
وأدان رئيس حكومة تصريف الأعمال اللبنانية نجيب ميقاتي الانفجار وصرح وزير الإعلام زياد المكاري للصحفيين بعد اجتماع الحكومة برئاسة نجيب ميقاتي أن «مجلس الوزراء أكد مجتمعا إدانته هذا العدوان الاسرائيلي الإجرامي والذي يشكل خرقا خطيرا للسيادة اللبنانية وإجراما موصوفا بكل المقاييس». فيما أعلنت وزارة التربية والتعليم اللبنانية عن إغلاق المدارس والجامعات في البلاد يوم 18 سبتمبر.
وصف حزب الله الحادث بأنه «أكبر خرق أمني للمنظمة حتى الآن»، وحمل مسؤولية التفجير على إسرائيل ووصفها بأنها «عدوان إجرامي» وتعهد «بالانتقام العادل».
وفي مقابلة له في يوليو/تموز 2025، كشف الأمين العام نعيم قاسم عن حجم الثغرات الأمنية التي تعرّض لها حزب الله خلال العملية. وأكّد أنّ الحزب لم يكن على علم بأنّ سلسلة شراء أجهزة النداء كانت مكشوفة لإسرائيل، قائلاً: "لم نتمكن من خلال وسائلنا من اكتشاف المتفجرات المزروعة في الجهاز". وأشار إلى أنّ المتفجرات كانت من نوع استثنائي لم تُكتشف بالفحوصات المعتمدة، واعتبر الأمر "تقصيراً أو قصوراً". كما أقرّ بأنّ محاولة فحص الجهاز حصلت قبل يومين فقط من التفجير، بعد رصد خلل مثير للريبة، دون اتخاذ تدابير وقائية كافية. كذلك، كشف عن تنصّت شبه شامل على شبكة الاتصالات التابعة للحزب، مشيراً إلى أنّ الحزب لم يكن يدرك حجم هذا الاختراق. وأضاف أنّ إسرائيل جمعت بيانات استخباراتية عبر طائرات مسيّرة على مدى 17 عاماً، دون أن يمتلك الحزب تصوراً كاملاً عن مدى هذه المعرفة المتراكمة.

### إسرائيل
رفض الجيش الإسرائيلي التعليق عندما اتصلت به وكالة أسوشيتد برس. وعقد رئيس الأركان الإسرائيلي هرتسي هليفي اجتماعًا مع الجنرالات الإسرائيليين لمناقشة "التحضير للعمليات الدفاعية والهجومية على جميع الجبهات. فيما قطع زعيم المعارضة الإسرائيلية يائير لابيد رحلته إلى الولايات المتحدة، ويخطط للعودة إلى إسرائيل.

### الأمم المتحدة
وأدانت جينين هينيس بلاسخارت، منسقة الأمم المتحدة الخاصة في لبنان، الهجوم قائلة: «إن المدنيين ليسوا هدفًا ويجب حمايتهم في جميع الأوقات». وقال ستيفان دوجاريك، المتحدث باسم الأمين العام، إن المنظمة تأسف لسقوط ضحايا مدنيين وحذرت من مخاطر التصعيد في المنطقة.

### أخرى
- الولايات المتحدة: نفت الولايات المتحدة تورطها في الانفجارات الجماعية وقالت إنها لم تكن على علم بالهجمات مسبقًا. كما حثت الولايات المتحدة إيران على الامتناع عن الرد على الانفجارات الجماعية،[45] وأكدت المتحدثة باسم البيت الأبيض كارين جان بيير على الحاجة إلى حل دبلوماسي بين إسرائيل وحزب الله.[46]
- إيران: خلال اتصالين هاتفيين أجراهما وزير الخارجية، عباس عراقجي، ووزير الصحة، محمد رضا ظفرقندي، بنظيريهما اللبنانيين عبد الله بو حبيب وفراس الأبيض، أدان الوزيران الإيرانيان «العدوان الإسرائيلي على لبنان» معربين عن التعزية والتضامن مع حكومته وشعبه.[47] وأرسلت إيران فريقًا طبيًا مكونًا من اثني عشر طبيبًا واثنتي عشرة ممرضة ورئيس جمعية الهلال الأحمر الإيراني إلى لبنان لتقديم المساعدة الطبية.[48]
- العراق: أرسل العراق طائرة عسكرية تحمل 15 طنًا من مساعدات طبية وكادر طبي هبطت في بيروت.[49]
- الأردن: عرضت الحكومة الأردنية تقديم المساعدة الطبية العاجلة إلى لبنان.[50]
- تركيا: انتقد الرئيس التركي رجب طيب أردوغان إسرائيل خلال اتصال هاتفي مع رئيس الوزراء اللبناني ميقاتي، قائلًا إن محاولاتها نشر الصراعات في المنطقة «خطيرة للغاية» وأن جهود تركيا لوقف «العدوان الإسرائيلي» سوف تستمر.[51]
- سوريا: استقبلت سورية عددا من المصابين للعلاج في أراضيها، وأدانت الخارجية السورية الانفجار ووصفته بـ «العدوان الإرهابي الإسرائيلي» وقالت «إن سوريا تدين بشدة هذا العدوان الإرهابي والجريمة الدموية الجديدة التي ارتكبتها إسرائيل بحق المدنيين في لبنان، والتي تعكس رغبة إسرائيل في توسيع رقعة الحرب وتعطشها لسفك المزيد من الدماء»[52] وأعربت عن تضامنها مع الشعب اللبناني الشقيق ووقوفها جانبه في حقه في الدفاع عن نفسه».[53]
- حركة حماس: أدانت حماس الهجوم وحمّلت إسرائيل المسؤولية الكاملة عن تداعيات «جريمة التفجير الخطيرة التي استهدفت مواطنين لبنانيين»، وأكدت الحركة في تصريح صحفي أن هذه العملية الإرهابية تأتي في إطار «العدوان الصهيوني الشامل على المنطقة وسياسة العربدة والغطرسة التي تتبناها حكومة الاحتلال متسلّحة بدعم أمريكي يوفّر غطاءً لجرائمها الفاشية» وأضافت «نثمن جهاد وتضحيات إخواننا في حزب الله، وإصرارهم على مواصلة دعم وإسناد شعبنا الفلسطيني في غزة، ونؤكد تضامننا الكامل مع الشعب اللبناني والإخوة في حزب الله، ونقدّم تعازينا الحارة لعوائل الضحايا».[54][55]
- الحوثيون: أدانت جماعة الحوثيون في اليمن الهجوم الإسرائيلي في لبنان، قائلة إنه «جريمة وانتهاك لسيادته»، وقال المتحدث باسم الحوثيين يحيى سريع إن لبنان «قادر على مواجهة التحديات، ولديه مقاومة ستجعل إسرائيل تدفع ثمنا باهظا جراء العملية».[56]

#### الشركات التجارية
علقت الخطوط الجوية الفرنسية ولوفتهانزا رحلاتهما إلى تل أبيب وبيروت وطهران، مشيرتين إلى الوضع الأمني الناجم عن الهجمات.
- أيرلندا: أدان وزير الخارجية مايكل مارتن الهجوم، وقال إنه يعرض حياة المدنيين للخطر وينتهك اتفاقية جنيف بشأن الهجمات العشوائية، وانتقد رئيس الوزراء سيمون هاريس الهجوم ودعا إلى خفض التصعيد.[58]
- الصين: صرح المتحدث باسم وزارة الخارجية لين جيان بأن «الصين تتابع عن كثب الهجمات وتعارض أي عمل ينتهك سيادة لبنان وأمنه، وأعرب عن قلقه إزاء التصعيد المحتمل للتوترات التي قد يثيرها الهجوم».[59]
- كوريا الجنوبية: قال المتحدث باسم وزارة الخارجية لي جاي وونغ إن «الحكومة تراقب عن كثب الوضع في الشرق الأوسط بقلق بالغ، وواصلت حث الأطراف المعنية على السعي إلى حل سلمي من خلال الحوار».[60]
- الولايات المتحدة: نفى المتحدث باسم وزارة الخارجية الأمريكية ماثيو ميلر تورط الولايات المتحدة في الانفجارات الجماعية وقال إنها لم تكن على علم بالهجمات مسبقًا. كما حثت الولايات المتحدة إيران على الامتناع عن الرد على الانفجارات الجماعية.[61] وأكدت المتحدثة باسم البيت الأبيض كارين جان بيير على الحاجة إلى حل دبلوماسي بين إسرائيل وحزب الله.[62]
- المملكة المتحدة: أعرب وزير الخارجية ديفيد لامي عن قلقه إزاء «تصاعد التوترات وسقوط ضحايا من المدنيين» وحث مواطني بريطانيا على مغادرة لبنان محذراً من أن الوضع "قد يتدهور بسرعة"، كما قال: "نحن جميعاً واضحون للغاية في أننا نريد أن نرى تسوية سياسية تفاوضية حتى يتمكن الإسرائيليون من العودة إلى ديارهم في شمال إسرائيل وحتى يتمكن اللبنانيون من العودة إلى ديارهم" وأعرب عن "الحاجة إلى حل تفاوضي لاستعادة الاستقرار والأمن".[63]
- فرنسا: وجه الرئيس الفرنسي إيمانويل ماكرون كلمة للشعب اللبناني عبر مقطع فيديو، أعرب فيه عن دعمه وأكد أن "الحرب ليست حتمية" وأن "المسار الدبلوماسي موجود".[64]
- روسيا: أدانت المتحدثة باسم وزارة الخارجية ماريا زاخاروفا الهجوم، مضيفة أنه يتطلب التحقيق والاهتمام الدولي، وقالت وزارة الخارجية أنها «تدين بشدة هذا الاعتداء غير المسبوق على لبنان الصديق ومواطنيه باستخدام أسلحة غير تقليدية، والذي يشكل انتهاكاً صارخاً لسيادته وتحدياً خطيراً للقانون الدولي»، وأضافت «بظل التوترات المتزايدة في منطقة الحدود اللبنانية الإسرائيلية، فإن مثل هذه التصرفات غير المسؤولة محفوفة بعواقب بالغة الخطورة، حيث قد تؤدي إلى جولة جديدة من التصعيد» وأن «لابد من إجراء تحقيق شامل بهذه الجريمة، ومحاسبة جميع المسؤولين عنها».[65]

## التحقيقات
صرح مؤسس شركة جولد أبولو (Gold Apollo) التايوانية هسو تشينج كوانج للصحافيين أن الشركة لم تصنع أجهزة النداء المستخدمة في الانفجارات، بل صنعتها شركة بي إي سي كونسالتينغ كي إف تي (BAC Consulting KFT) المجرية الشريكة لها منذ فترة طويلة بموجب ترخيص كان ساري المفعول منذ ثلاث سنوات، وأن الشركة المجرية تعاونت مع جولد أبولو ومثلت العديد من منتجاتها، وقد فتحت الشرطة التايوانية تحقيقًا في الأمر.
أما الحكومة المجرية فقد أفادت بأنّ شركة بي إس سي كونسالتينغ هي «وسيط تجاري ليس لها موقع تصنيع أو تشغيل في المجر، ولديها مدير واحد مسجّل في العنوان المعلن عنه، وأنّ الأجهزة لم تكن أبدًا في المجر». وقد أفادت تحقيقات صحفية، إنّ المديرة التنفيذية لشركة بي إي سي في المجر كريستيانا بارسوني-أرسيدياكونو مرتبطة بالشركة البلغارية نورتا غلوبال (Norta Global) ومقرها في صوفيا، وأنّ شركة نورتا العالمية المحدودة تقف وراء الصفقة، على الرغم من أنّ شركة بي إي سي المجرية قد وقعت عقدًا على الورق مع "غولد أبوللو" التايوانية، مضيفًا أنّ الشركة البلغارية المعنية أسّسها النروجي رينسون خوسيه، وسُجلت في أبريل/ نيسان 2022.
بينما أعلنت السلطات البلغارية فتح تحقيق في احتمال ضلوع إحدى الشركات في تسليم "حزب الله" أجهزة النداء، وقالت وكالة الأمن القومي البلغارية في بيان: "تجري عمليات تدقيق مع سلطات الضرائب ووزارة الداخلية لتحديد الدور المحتمل لشركة مسجلة في بلغاريا في توريد معدات اتصالات لحزب الله". لكنّها استبعدت أن تكون الأجهزة دخلت بشكل قانوني إلى الاتحاد الأوروبي عبر بلغاريا، لأنّ الوكلاء "لم يُسجّلوا أي رقابة جمركية على البضائع المذكورة". وحول الموضوع ذكرت صحيفة ديلي ميل يوم السبت 21 سبتمبر 2024 أن رينسون خوسيه (Rinson Jose) - هندي المولد ومقيم في أوسلو بالنرويج - هو مؤسس شركة نورتا غلوبال البلغارية المتورطة في بيع أجهزة الاتصالات لحزب الله وانه اختفى في نفس اليوم الذي انفجرت فيه الأجهزة بعد أن ساعد إسرائيل “عن غير قصد” في العملية. كما كشفت التحقيقات أن محتوى الصفحة الموجود على الموقع الإلكتروني لشركة نورتا غلوبال (globalnorta.com) قد حذف يوم الخميس 19 سبتمبر 2024، أي بعد حدوث التفجيرات بيومين، وكان الموقع الإلكتروني يحتوي قبل الحذف على إصدارات باللغات الإنجليزية والبلغارية والنرويجية، ويقدم خدمات معلن عنها بما في ذلك الاستشارات والتكامل التكنولوجي والتوظيف والاستعانة بمصادر خارجية. كما أخلت شركة بي إي سي المجرية، بعد يوم واحد من التفجيرات، الشقة التي كانت تتخذها مقرًا لنشاطها التجاري في بودابست.
فيما قالت صحيفة نيويورك تايمز نقلاً عن 3 مصادر استخباراتية وصفتها بالمطلعة، إن الشركة المجرية بي إي سي وشركتين وهميتين أخرتين على الأقل أنشئتا أيضًا بغرض إخفاء الهويات الحقيقية للأشخاص الذين صنعوا تلك الأجهزة. وأكدت الصحيفة أن المُصَنِّع الحقيقي لهذه الأجهزة هو الموساد.